# Стремсунд
Стремсунд (швед. Strömsund) — містечко (tätort, міське поселення) у центральній Швеції в лені  Ємтланд. Адміністративний центр комуни Стремсунд.

## Географія
Містечко знаходиться у північно-східній частині лена  Ємтланд за 520 км на північ від Стокгольма.

## Історія
У 1912 році до Стремсунда було побудовано залізничне сполучення. У той час у містечку проживало близько тисячі осіб, тут почали розвиватися різні галузі промисловості, переважно деревообробної.

## Населення
Населення становить 3 705 мешканців (2018).

## Економіка
Містечко є центром деревообробної промисловості.

## Спорт
У поселенні базується спортивний клуб ІФК Стремсунд.

## Галерея

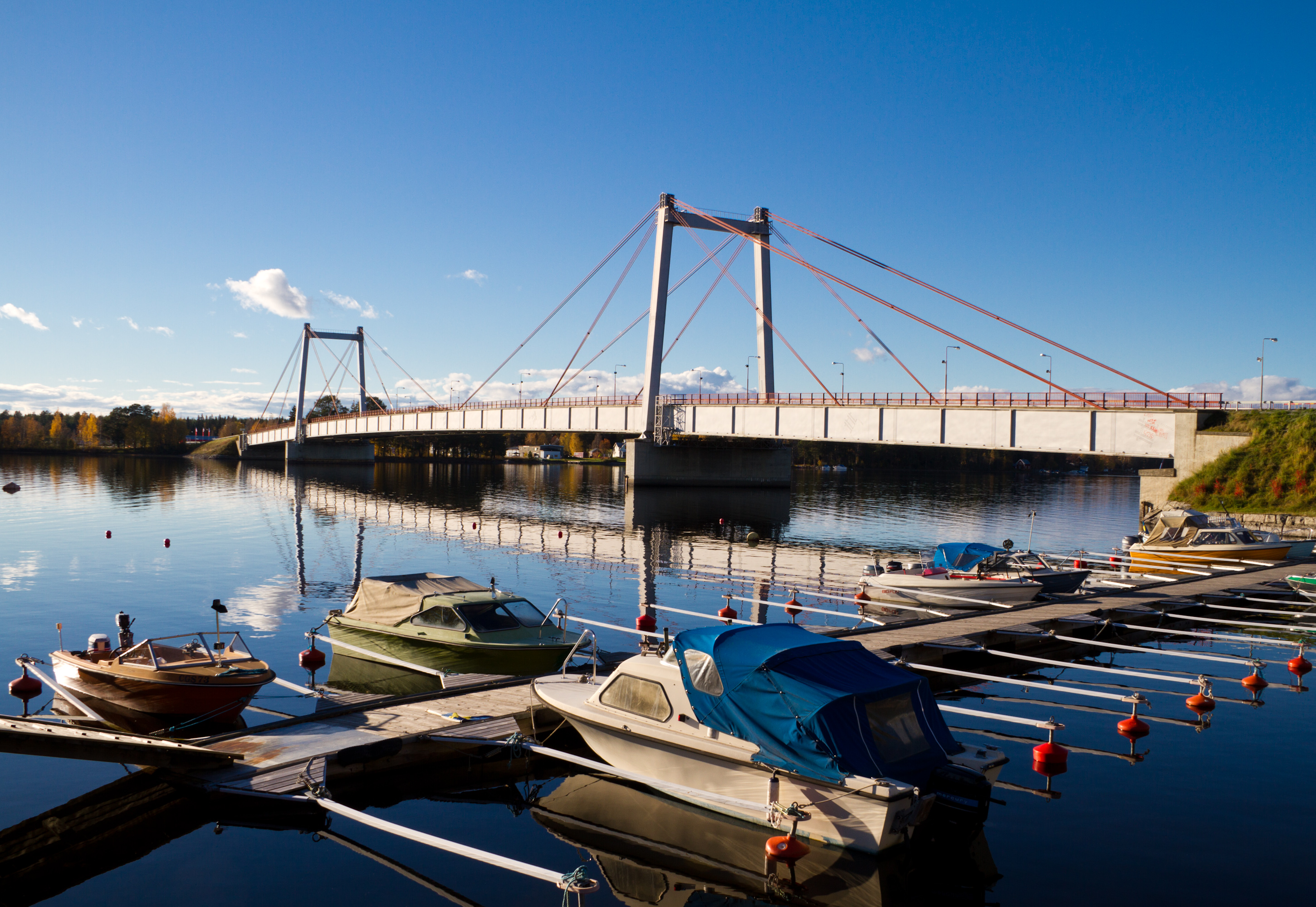
Міст
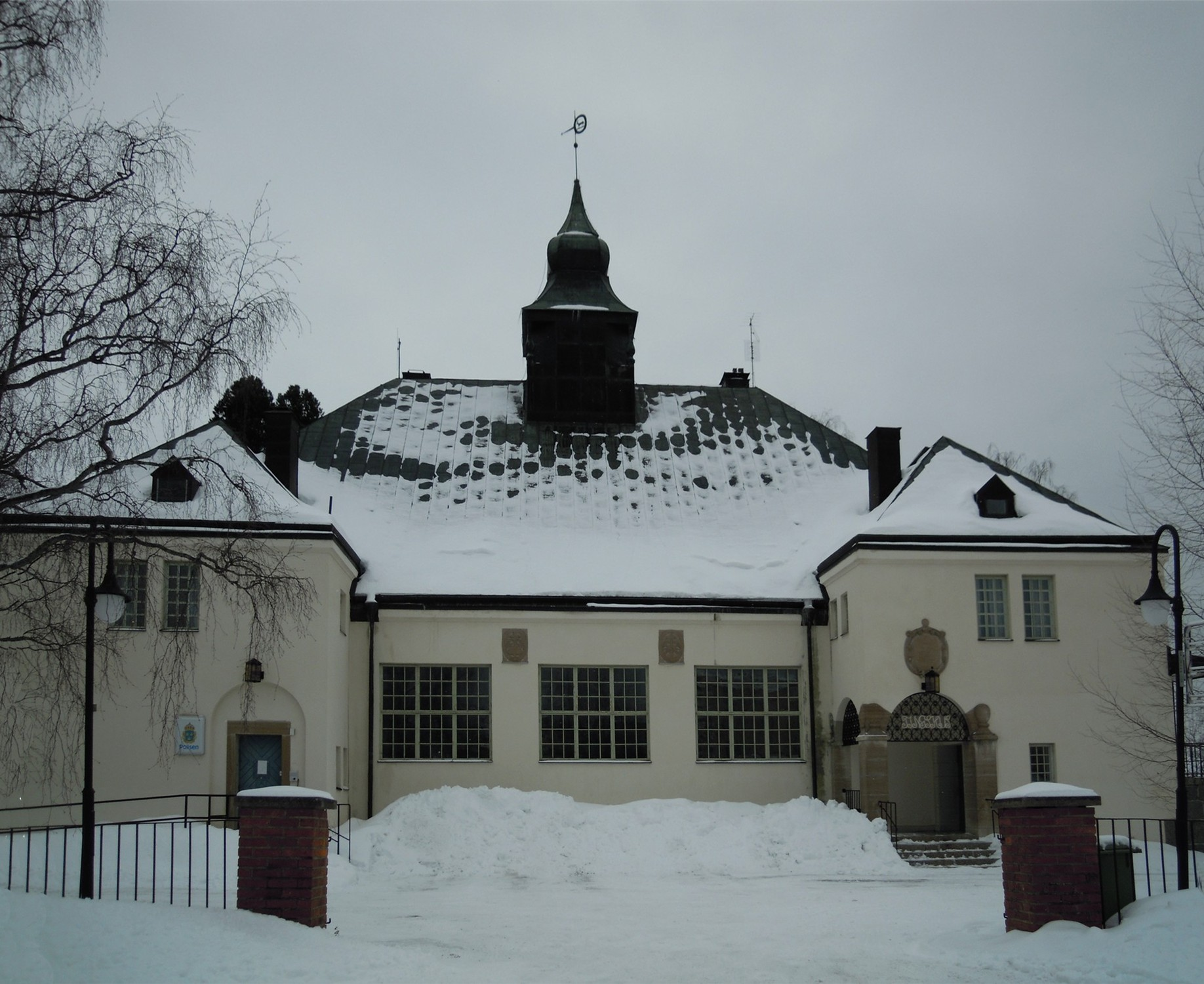
Будинок суду
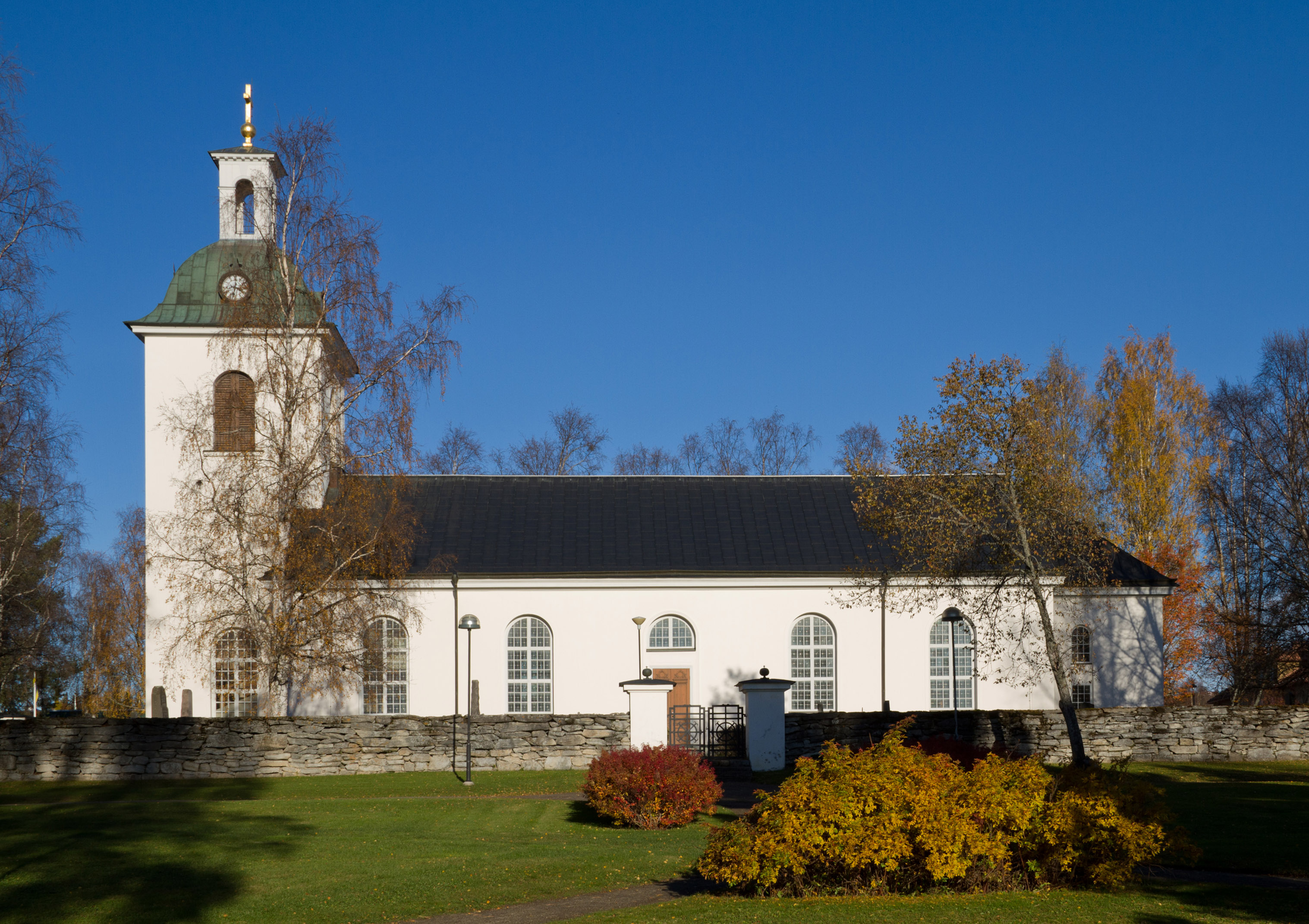
Церква
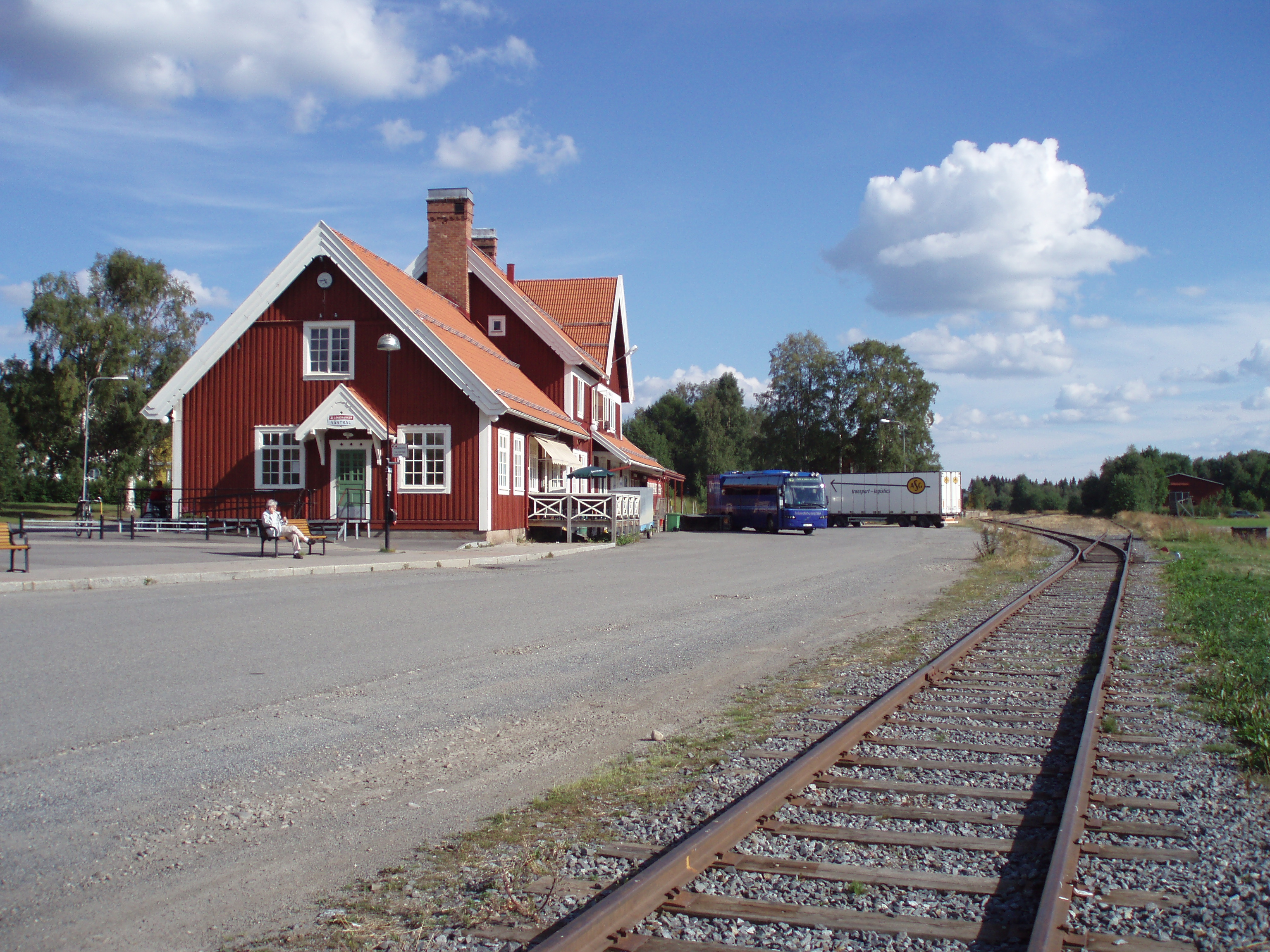
Залізнична станція

## Покликання
- Сайт комуни Стремсунд [Архівовано 20 вересня 2020 у Wayback Machine.]